# 今井茂雄
今井 茂雄（いまい しげお、1980年10月23日 - ）は、日本の俳優・演出家・脚本家・放送作家。
愛称は「シゲヲ」「シゲル」。

## 略歴
東京都江戸川区出身。
関東第一高等学校、高千穂商科大学卒業。
大学に在学中の2002年4月、劇団「浜田山BIGBOX」を主宰。その後、ラジオ番組『木曜Junk さまぁ〜ずの逆にアレだろ』（TBSラジオ）の構成作家として活動をスタート。
2004年に映画『与える男』で、俳優デビューを果たす。
2005年には、舞台『最高に悪い見本』で、演出家としてデビュー。
同年、舞台『まぎれもなく』で初主演。

## 趣味・嗜好
趣味は幼少時から始めたサッカー。現在も地元の草サッカーチーム『クラブ・ガスコイン』や俳優仲間のフットサルチームに所属している。趣味は他に、サーフィン、釣り、バイク、アコースティックギター、ピアノ、蕎麦打ち、金魚（らんちゅう）の飼育などがある。
特異な趣味としては「夜の散歩」があり、一晩で30kmも歩く事があるという。長距離を歩いていくうちにトランス状態 になり、仕事に関する様々なアイデアが浮かび上がるという。
趣味のひとつとして資格取得があり、ボイラー技師、宅地建物取引士、行政書士免許を取得している。
ファッションはアメカジがメインで、古着が中心。お手本はさまぁ〜ずの2人。5月から9月にかけては基本的にハワイアナス（ビーチサンダル）だけを履いて活動する。それ以外の季節はクラークスのデザートブーツとアディダスのスタンスミスが中心。
音楽の好みはボブ・マーリー、キャロル・キング、ボブ・ディラン、オフスプリング、THE BLUE HEARTS、奥田民生、研ナオコ、サザンオールスターズ。
1969年〜1993年頃の日本の歌謡曲に造詣が深く、今井自身の創作活動に多大な影響を与えている。特に阿久悠、阿木燿子、康珍化、松本隆、秋元康、筒美京平、馬飼野康二からの影響が強い。
無類のファミレスマニアである。お気に入りはデニーズとバーミヤン、華屋与兵衛。新メニューのチェックも欠かさず、休日は、ほとんどファミレスで過ごす。
大塚製薬グループの製品の大ファンで自宅にはジャワティストレートとポカリスエット、カロリーメイト、ソイジョイ、ボンカレー、オロナミンC、オロナイン(H)軟膏、を大量常備している。
大事な仕事の前には、ポカリスエットが2、オロナミンCを1の割合で混合した『オロポカリ』という自家製の特製ドリンクを飲み気合を入れる。
幼少時からの狂信的なドクターペッパー中毒。今までに飲用した量は5000本以上という。
愛煙家であり、アメリカンスピリット、ラッキーストライク（ソフトケースに強いこだわりがある）、インドネシアのタバコ・ガラムをこよなく愛す。葉巻も嗜みコイーバを愛喫する。
愛車はポルシェ・カイエンターボ（新車価格1473万円）とハーレーダビッドソン・スポーツスターXL883R。ほかに都内の足として学生時代に中古で3万5千円で買った1980年式ホンダ・スーパーカブ90を愛用している。
iPhone 4を愛用している。
学生時代の友人から有名人まで人との付き合いを非常に大切にしている。長瀬智也、妻夫木聡、小栗旬、キングコングの西野亮廣などと親交がある。

## 作品

### 舞台
- 最高に悪い見本（2005年）（作・演出）※第55回国立脊山元明賞受賞
- 悪ふざけ（2005年）（作・演出）
- derumo?（2006年）（作・演出）
- いいじゃないの生きてさえいれば（2006年）（作・演出）
- リンダ（2007年）（作・演出）
- 悪い噂（2007年）（作・演出） ※第1回東洋舞台文化芸術賞受賞
- どん底（2008年）（作・演出）
- 恋を笑う（2008年）（作・演出）
- カナグリステタプライド（2009年）（作・演出）
- 『自由業』ショートシリーズ（作・演出）（2006年）※第8回東東京演劇大賞・最優秀演出家賞受賞
  - vol.1 『ならずもの』
  - vol.2 『昼夜逆転』
  - vol.3 『ハヤイ話』
  - vol.4 『悪行三昧』
  - vol.5 『ドミンゴの夜』
  - vol.6 『世界でいちばん』
  - vol.7 『たちの悪いクセ』
  - vol.8 『夢見心地』
  - vol.9 『堕落』
  - vol.10 『無期懲役』
  - vol.11 『春の雨』
  - vol.12 『ハウスマヌカン』
  - vol.13 『実際問題』
  - vol.14 『バイバイゲーム』
  - vol.15 『夢で逢えたら』
- 『環状線』ショートシリーズ（作・演出）（2007年）
  - vol.1 『世界のゴミと呼ばれて』
  - vol.2 『夢追い損』
  - vol.3 『かわいい人』
  - vol.4 『まじになる』
  - vol.5 『恋をした夜は』
  - vol.6 『うわついた気持ち』
  - vol.7 『おてあわせ』
  - vol.8 『ろくでもない夜』
  - vol.9 『男と女』
  - vol.10 『愚か者』
  - vol.11 『すり鉢の底』
  - vol.12 『ズタボロ』
  - vol.13 『しあわせのムコウガワ』
  - vol.14 『チャラ』
  - vol.15 『風に吹かれて』
- 『悪女』ショートシリーズ（作・演出）（2008年）
  - vol.1 『私の運命』
  - vol.2 『あのころに戻りたい』
  - vol.3 『泣いても泣いても』
  - vol.4 『家事手伝い』
  - vol.5 『孤独』
  - vol.6 『残酷な現実』
  - vol.7 『バックシャン』
  - vol.8 『武者震い』
  - vol.9 『小躍り』
  - vol.10 『人生は素晴らしい』
  - vol.11 『優しい嘘』
  - vol.12 『おめおめ』
  - vol.13 『無きにしも非ず』
  - vol.14 『人という字』
  - vol.15 『幸せな結末』
- 『はだかの王様！！！』ショートシリーズ（作・演出）（2008年）
  - vol.1 『我が人生最悪の日！』
  - vol.2 『ミルク&ハニー！』
  - vol.3 『甘いワナ！』
  - vol.4 『暴走列車！』
  - vol.5 『やっちまった！』
  - vol.6 『トラブルメイカー！』
  - vol.7 『何が悪い！』
  - vol.8 『留置場！』
  - vol.9 『最低の人間！』
  - vol.10 『最高最悪！』
  - vol.11 『猿芝居！』
  - vol.12 『舌を出す！』
  - vol.13 『真っ赤な嘘！』
  - vol.14 『毎日が日曜日！』
  - vol.15 『懲りない奴！』
  - vol.16 『見えない拳！』
  - vol.17 『蚊帳の外！』
  - vol.18 『後悔！』
  - vol.19 『愚の骨頂！』
  - vol.20 『身の程知らず！』
  - vol.21 『罪と罰！』
  - vol.22 『アナザーチャンス！』
  - vol.23 『マニンゲン！』
  - vol.24 『トリップメーター！』
  - vol.25 『トップ・オブ・ザ・ワールド！！』

## 出演作品

### 舞台
- 暴君（2004年）
- まぎれもなく（2005年）（企画・主演）※東京文化舞台芸術祭・優秀作品賞受賞
- 東陽町の愚図（2007年）（企画・主演）
- スロースターター（2008年）（企画・主演）

### 映画
- 与える男（2004年4月）
- ロスト・イン・トランスレーション- Lost in Translation（日本公開2004年4月17日）（2004年アカデミー脚本賞受賞作品）
- THE有頂天ホテル（2006年1月）
- UDON（2006年8月）
- それでもボクはやってない（2007年1月）
- HERO（2007年9月）

## 放送作家として

### ラジオ
- 木曜JUNKさまぁ〜ずの逆にアレだろ（TBSラジオ、2002年6月の第11回から2004年3月の第104回(最終回)まで担当。）
- 内田恭子のGoodDay GoodNight（2006年10月8日-2007年4月1日、ニッポン放送）
- 内田恭子のウチ・ココ〜ウチだけ、ココだけの話（2007年5月6日-、TOKYO FM）

### テレビ
- 木梨サイクル（2002年、フジテレビ）
- 木梨ガイド・週末の達人（2002年 - 2005年、フジテレビ）
- 森田一義アワー 笑っていいとも!（2002年10月-2003年9月、フジテレビ）

## 受賞歴
- 2005年 - 第55回国立脊山元明賞（「最高に悪い見本」）
- 2006年 - 東京文化舞台芸術祭・優秀作品賞（「まぎれもなく」）
- 2007年 - 第1回東洋舞台文化芸術賞（「悪い噂」）
- 2008年 - 第8回東東京演劇大賞・最優秀演出家賞（「自由業」シリーズを通して。）